# 王舜
王 舜（おう しゅん、? - 16年）は、中国の前漢末期から新代にかけての政治家。冀州魏郡元城県委粟里の出身。父は王莽の従叔父の安陽侯王音。子は王延・王匡。王莽の又従兄弟にあたり、王邑・王渉とも又従兄弟である。

## 事跡

### 前漢での事跡
| 姓名           | 王舜 |
| 時代           | 前漢時代 - 新代 |
| 生没年         | 生年不詳 - 16年（天鳳3年） |
| 字・別号       | 〔不詳〕 |
| 本貫・出身地等 | 冀州魏郡元城県委粟里 |
| 職官           | 駙馬都尉〔前漢〕→太僕〔前漢〕 →車騎将軍〔前漢〕 →大司馬・車騎将軍〔前漢〕 →太保・車騎将軍〔前漢〕 →太傅・左輔・驃騎将軍〔前漢〕 →太師〔新〕 |
| 爵位・号等     | 安陽侯〔前漢〕→安新公〔新〕 |
| 陣営・所属等   | 成帝→哀帝→平帝→孺子嬰→王莽 |
| 家族・一族     | 父:王音 子：王延 王匡 一族：王莽〔又従兄〕 王邑〔又従兄弟〕 王渉〔又従兄弟〕                                                                |

王邑とともに、王莽の親族にして腹心として活動した人物である。
永始2年（紀元前15年）、父の王音の死にともない、安陽侯を継承する。綏和元年（紀元前8年）、王舜は駙馬都尉から太僕に遷るが、綏和2年（紀元前7年）、病のために免職された。元寿2年（紀元前1年）、車騎将軍に遷り、同年7月、皇太后王政君・王莽らの命により、王舜は中山王を出迎え、平帝として擁立している。その後、時期は不明ながら、王舜は大司馬・車騎将軍に昇格した。元始元年（1年）、太保・車騎将軍に遷り、太傅王莽・太師孔光・少傅甄豊とともに四保となった。その後、やはり時期は不明だが、驃騎将軍に遷っている。
居摂元年（6年）3月、王舜は太傅・左輔に任命され（驃騎将軍と兼任）、孺子嬰を補佐した。居摂2年（7年）9月の東郡太守翟義の反乱の際には、甄豊とともに夜間に宮中を巡回し、王莽を護衛した。
居摂3年（8年）、王舜は、王政君に伝国璽を王莽に引き渡すように求める使者となった。要求を聞いた王政君は激怒し、王舜も内心は悲嘆を感じていたが、それでも王舜は王政君を説得して、彼女が投げつけた伝国璽を受け取り、王莽に献上した。

### 新での事跡
始建国元年（9年）、王莽が新を創建するとともに、哀章が献上した銅匱の符命に従い、王舜は太師に任命され、安新公に封じられた。これにより王舜は、太傅平晏・国師劉歆・国将哀章とともに四輔とされている。
王舜は、古くから劉歆・甄豊らとともに王莽の台頭を支えていたが、摂皇帝以上の地位にのし上がる王莽に対しては、むしろ恐怖を覚えていた。また、符命を献じるなどして新たに王莽の側近となった人物たちの台頭にも押されている。そのためか、王莽が皇帝に即位した後の王舜は心臓を患い、天鳳3年（16年）に死去した。
子の王延が父の爵位である安新公を後継し、その弟の王匡が父の地位である太師将軍に任命されている。